# Разенков, Игорь Прокопович
Игорь Прокопович Разинков (укр. Ігор Прокопович Разінков; род. 3 декабря 1965, Нечаянное, Николаевская область, УССР СССР) — украинский военный, генерал-лейтенант запаса.

## Биография
Игорь Разенков родился 3 декабря 1965 года в селе Нечаянное Николаевской области. Имеет три высших образования: военное, экономическое и юридическое.
В спецслужбах Украины служит начиная с 1992 года. С 1 марта 2014 года — первый заместитель Председателя Службы внешней разведки Украины. С 9 июня 2016 года — временно исполняющий обязанности Председателя СВРУ.